# Nine Below Zero
Nine Below Zero je anglická bluesová kapela, která byla nejvíce populární v letech 1980–1982.

## Diskografie

### Alba
- Live at the Marquee - 1980 - A&M
- Don't Point Your Finger - 1981 - A&M
- Third Degree - 1982 - A&M
- Live at the Venue - 1989 - Receiver
- On The Road Again - 1991 - China Records
- Off The Hook - 1992 - China Records
- Special Tour Album 93 - 1993 - China Records (LP only)
- Hot Music For A Cold Night - 1994 - Pangea Records
- Ice Station Zebro - 1995 - Pangea Records
- Live in London - 1997 - Indigo
- Refrigerator - 2000 - Zed Records
- Give Me No Lip Child - 2000 - Indigo
- Chilled - 2002 - Zed Records
- Hat's Off - 2005 - Zed Records
- Both Sides of Nine Below Zero - 2008 - Angel Air
- It's Never Too Late! - 2009 - Zed Records
- The Co-Operative (s Glennem Tilbrookem) - 2011 - Quixotic Records
- Live At The Marquee [CD/DVD] - 2012 - UMC/Mercury
- A to Zed - The Very Best of - 2013 - Zed Records
- Don't Point Your Finger [2CD Expanded Edition] - 2014 - UMC
- Third Degree [2CD Expanded Edition] - 2014 - UMC